# Valeska Röver
Valeska Röver   (Hamburg, 6 de febrer de 1849 - Hamburg, 31 de març de 1931) va ser una pintora alemanya que va iniciar una escola d'art per a dones a la seva ciutat natal d'Hamburg.
Röver va néixer a Hamburg el 1849. Va ser alumna de l'impressionista Franz Skarbina i va estudiar a París a l'Académie Julian. És coneguda per haver iniciat una escola d'art per a dones a Hamburg. Aleshores estava prohibit l'accés de les dones a les escoles d'art existents. Entre els seus alumnes hi hagué Gerda Koppel i Alma del Banco; entre els professors de la seva escola incloïen Alfred Lichtwark, Ernst Eitner i Arthur Illies.

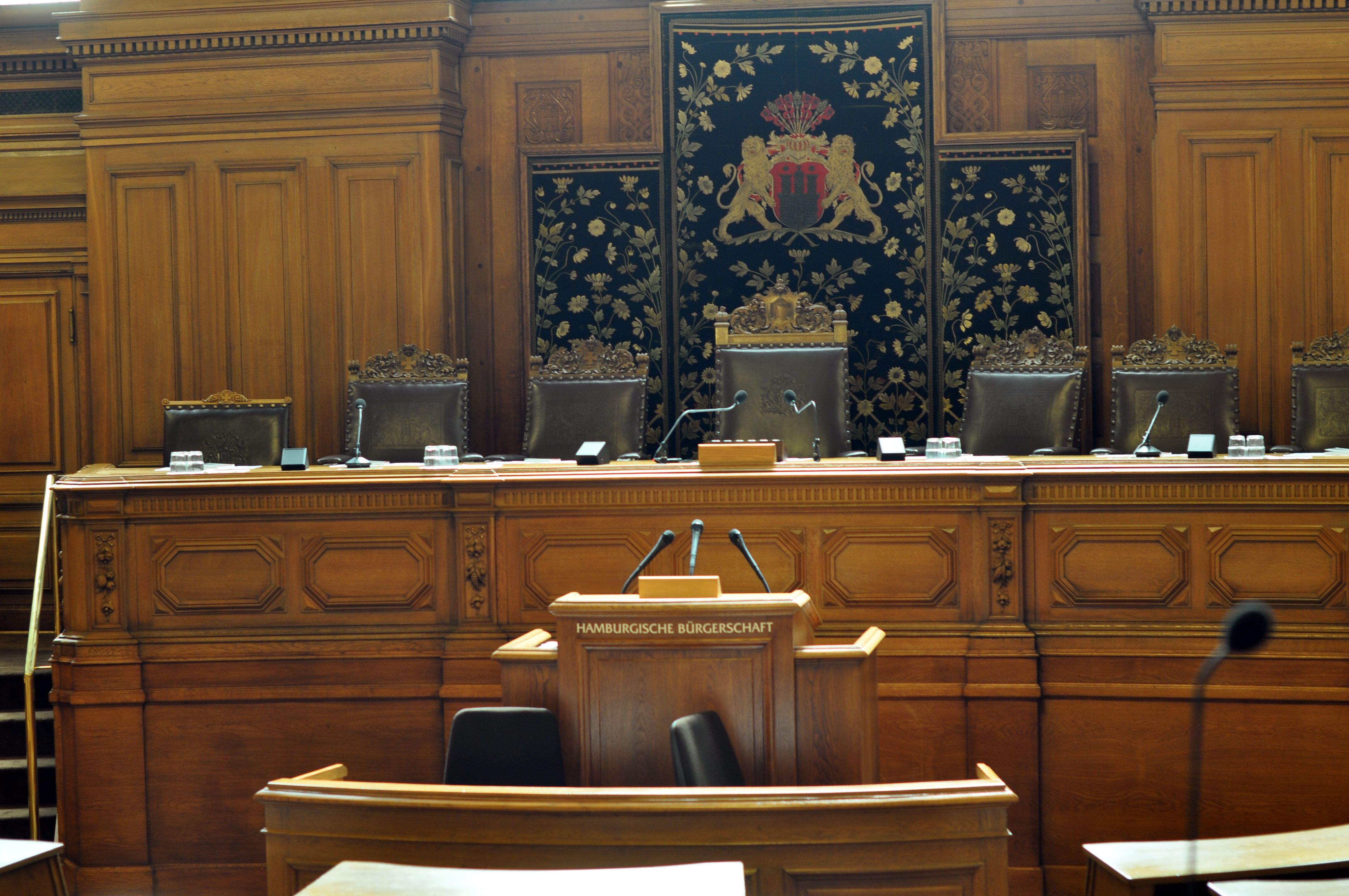
Els tapissos brodats darrere de la cadira del president al Parlament d'Hamburg són de Valeska Röver

Va pintar bodegons de flors i fruites. Valeska Röver també va rebre l'encàrrec de crear penjades brodades darrere de les cadires de l'alcalde a la cambra del consell (recinte del Senat) de l'Ajuntament d'Hamburg i del president al Parlament d'Hamburg. També va crear vestidures d'altar per a l'església de Sant Jaume d'Hamburg (Sankt-Jacobi-Kirche).